# Joe Zawinul (album)
Joe Zawinul is een verzamelalbum van Joe Zawinul met de ondertitel Alchimiste visionnaire. Het gaat terug op de periode 1960 tot 1970 en laat diverse tracks horen waarop Zawinul te horen is, van opnamen met Ben Webster tot Aretha Franklin.
- Del sasser (4:45, Sam Jones)
  - Album Money in the pocket (1965)
  - Musici: Zawinul (piano), Sam Jones (bas), Louis Hayes (drumstel)
- Scotch and water (5:52, Zawinul)
  - Album The Cannonball Sextet in New Uork  (1962)
  - Musici: Nat Adderley (cornet), Cannonball Adderley (altsaxofoon), Yusef Lateef (tenrosaxofoon), Zawinul (piano), Sam Jones (bas), Louis Hayes (drumstel)
- Thumbsting (4:31, Ray Brown)
  - Album Down Home (1962)
  - Musici: Sam Jones (bas), Blue Mitchell, Snooky Young (trompet), Jimmy Cleveland (trombone), Frank Stozier (altsaxofoon), Jimmy Heath, (tenorsaxofoon), Pat Patrick (baritonsaxofoon), Zawinul (piano), Ben Riley (drumstel), Ernie Wilkins (dirigent, arrangement)
- Iqbal (4:48, Yusef Lateef)
  - Album: The centaur and the phoenix (1960)
  - Musici: Yusef Lateef (hobo, argol), Clark Terry, Richard Williams (trompet), Curtis Fuller (trombone), Tate Houston (baritonsaxofoon), Josea Taylor (fagot), Zawinul (piano), Ben Tucker (bas), Lex Humphries (drumstel)
- Midnight mood (6:05, Zawinul)
  - Album: Money in the pocket
  - Musici: Zawinul (piano), Blue Mitchell (trompet), Joe Henderson (tenorsaxofoon), Pepper Adams (baritonsaxofoon), Sam Jones (bas, Louis Hayes (drums)
- Crazy he calls me (3:25, Carl Sigman, Bob Russell)
- Album: Soul 69
  - Aretha Franklin (zang), Joe Newman (trompet), David Newman (tenorsaxofoon), Zawinul (orgel), Junior Mance (piano), Kenny Burrell (gitaar), Ron Carter (bas), Bruno Carr (slagwerk), Arif Mardin (arrangement)
- Haron’s waltz (5:03, Rudy Stephenson)
  - Album: Money in the pocket
  - Zie Del sasser
- Frog legs (5:29, Zawinul)
  - Album: Soulmates (1963)
  - Ben Webster (tenorsaxofoon), Thad Jones (cornet), Zawinul (piano), Sam Jones (bas), Philly Joe Jones (slagwerk)
- Body and soul (I feel so good) (3:09, Green-Heyman,Sour, Eyton)
  - Album: Letter from home (1961)
  - Musici: Eddie Jefferson (zang), Clark Terry, Ernie Royal (trompet), Jimmy Cleveland (trombone), James Moody (altsaxofoon), Johnny Griffin (tenorsaxofoon), Arthur Clarke (baritonsaxofoon), Zawinul (piano), Barry Galbraith (gitaar), Sam Jones (bas), Osie Johnson (slagwerk), Ernie Wilkins (dirigent, arrangement)
- O.P. (5:07, Sam Jones)
  - Album en musici zie track 3
- That’s all (4:54, Haymes, Brandt)
  - Album: Out of the forest
  - Musici: Jimmy Forest (tenorsaxofoon), Zawinul (piano), Tommy Potter (bas), Clarence Johnston (slagwerk)
- The soul of the village, part 2 (4:12, William Fischer)
  - Album: The rise and fall of the third stream (1967)
  - Zawinul (elektrisch piano), William Fischer (tenorsaxofoon), Jimmy Owens (trompet), Alfred Brown, Selwart Clarke, Theodore Israel (violen/altviolen), Kermit Moore (cello), Richard Davis (bas}, Roy McCurdy, Freddie Waits (slagwerk), Warren Smith (percussie)
- In a silent way (4:47, Zawinul)
  - Album: Zawinul (1970)
  - Musici: Zawinul, Herbie Hancock (elektrische piano), Woody Shaw (trompet), George Davis (dwarsfluit), Earl Turbinton (sopraansaxofoon), Miroslav Vitous, Walter Booker (bas), Belly Hart (drumstel), David Lee (percussie)